# Mallaritos
Mallaritos es una ciudad menor peruana ubicada en el distrito de Marcavelica, perteneciente a la provincia de Sullana del departamento de Piura, al norte del Perú.

## Demografía
En el 2017 Mallaritos tenía una población de 6100 habitantes.
| Gráfica de evolución demográfica de Mallaritos entre 1993 y 2017 |
|                                                                  |
| Fuentes: Población 1993 y 2017                                   |